# Harold Lederman
Pour les articles homonymes, voir Lederman.
Harold Lederman était un juge et analyste de boxe américain né le 26 janvier 1940 dans le Bronx à New York et mort dans la même ville le 11 mai 2019. 

## Carrière
Il a commencé sa carrière comme juge en 1967 et s'est joint au programme de télévision HBO World Championship Boxing en 1986, où il est resté depuis. Lederman a été intronisé au World Boxing Hall of Fame en 1997 et à l'International Boxing Hall of Fame en 2016.

## Distinction
- Harold Lederman est membre de l'International Boxing Hall of Fame depuis 2016[2].